# Mecodema kokoroiho
Mecodema kokoroiho es una especie de escarabajo del género Mecodema, familia Carabidae. Fue descrita científicamente por Seldon & Buckley en 2019.
Esta especie se encuentra en Nueva Zelanda.
La especie mide de 27 a 34 mm de largo, con un ancho pronotal de 6,5 a 9 mm y un ancho de élitros de 8 a 11 mm. El cuerpo es de color negro mate a brillante, y dentro de sus apéndices, las coxas y el fémur son de color marrón rojizo oscuro y las tibias son negras.